# 大石熊吉

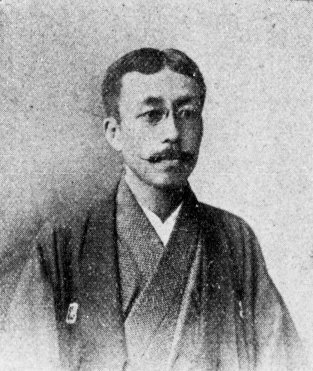
大石熊吉

大石 熊吉（おおいし くまきち、元治元年5月13日（1864年6月16日） - 昭和20年（1945年）5月11日）は、日本の衆議院議員（憲政本党）。

## 経歴
佐賀藩士大石良英の二男として生まれる。藩校弘道館で学ぶが、東京に出て神田共立学校、大学予備門で学んだ。その後大隈重信の知遇を得、1884年（明治17年）に大隈の勧めでアメリカ合衆国のラトガース大学に留学した。ラトガーズ大学で学位を得た後、1889年（明治22年）にニューヨーク大学に入り、1892年（明治25年）に哲学博士号を得た。
帰国後は『報知新聞』記者や東京専門学校（現在の早稲田大学）講師を務めた。1897年（明治30年）、大隈が農商務大臣に就任するとその秘書官となり、翌年に大隈が内閣総理大臣に就任にすると秘書官となった。
1902年（明治35年）、第7回衆議院議員総選挙に出馬し、当選。第9回衆議院議員総選挙でも再選を果たした。
その他に大日本炭鉱株式会社監査役を務めた。その後は東京市会議員に選出された。

## 訳書
- ノリス・A・ブリスコ『現代商業経済』（1916年、良書刊行会）
- 英国統一党（保守党）本部編『社会主義者のバイブル』（1921年、広文館）
- フランスクリン・ヘンリー・ギディングス『国家の権義』（1922年、広文館）